# Voïvodie d'Ostrołęka
Pour les articles homonymes, voir Ostrołęka (homonymie).
La voïvodie d'Ostrołęka (en polonais województwo ostrołęckie) était une unité de division administrative et un gouvernement local de Pologne entre 1975 et 1998. 
Elle était issue de la division de la voïvodie de Varsovie. 

Elle fut remplacée en 1999 par la voïvodie de Mazovie, à la suite d'une loi de 1998 réorganisant le découpage administratif du pays. 
Sa capitale était Ostrołęka.

## Villes principales

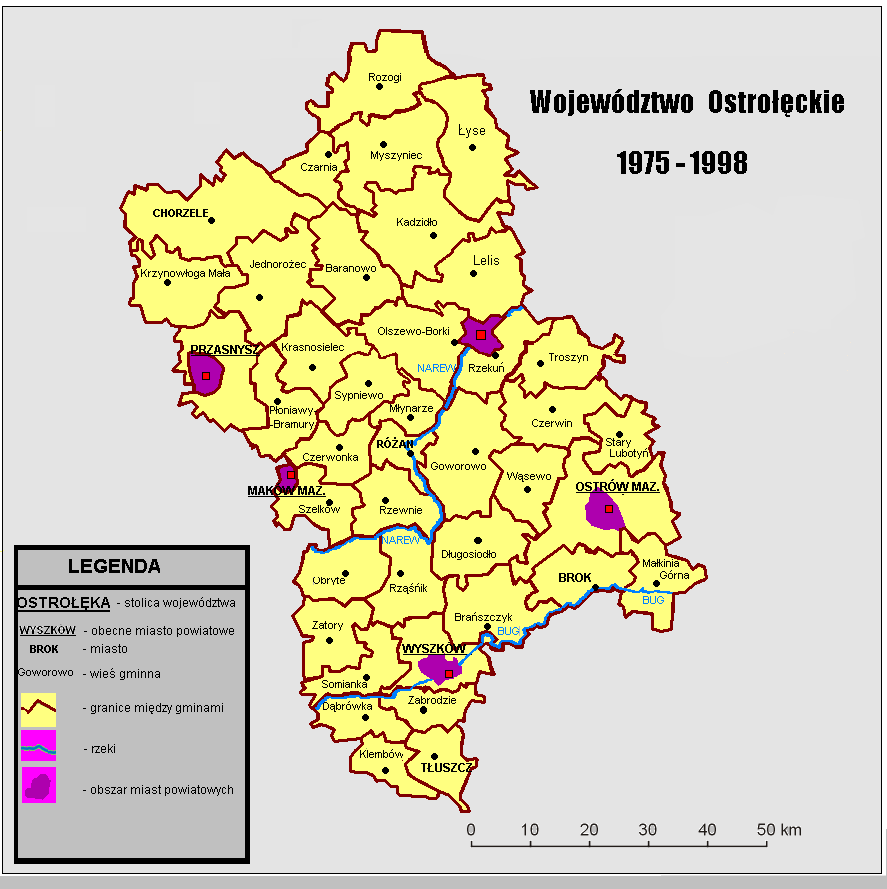
Carte de la voïvodie d'Ostrołęka

Recensement du 31.12.1998
- Ostrołęka - 55 271
- Wyszków - 26 154
- Ostrów Mazowiecka - 22 592
- Przasnysz - 17 556
- Maków Mazowiecki - 10 651
- Tłuszcz - 6 708
- Różan - 2 906
- Myszyniec - 2 815
- Chorzele - 2 643
- Brok - 1 918

## District (Powiat)
La Voïvodie d'Ostrołęka était constitué des powiaty (pluriel de powiat) suivantes :
- Powiat de Maków - gminy: Krasnosielc, Sypniewo, Młynarze, Płoniawy-Bramura, Czerwonka, Różan, Rzewnie, Szelków et Maków Mazowiecki.
- Powiat d'Ostrołęka - gminy:Baranowo, Czarnia, Czerwin, Goworowo, Kadzidło, Lelis, Łyse, Myszyniec, Olszewo-Borki, Rzekuń et Troszyn.
- Powiat d'Ostrów - gminy: Brok, Małkinia Górna, Ostrów Mazowiecka, Stary Lubotyń et Wąsewo.
- Powiat de Przasnysz - gminy: Chorzele, Jednorożec, Krzynowłoga Mała et Przasnysz.
- Powiat de Pułtusk - gminy: Obryte et Zatory.
- Powiat de Szczytno - dans la Voïvodie de Varmie-Mazurie, Gmina Rozogi.
- Powiat de Wołomin - gminy: Dąbrówka Klembów et Tłuszcz.
- Powiat de Wyszków - gminy: Brańszczyk, Długosiodło, Rząśnik, Somianka, Wyszków et Zabrodzie.